# Sounds of Decay
| Recensione | Giudizio |
| ---------- | -------- |
| AllMusic   |          |

Sounds of Decay è il secondo EP del gruppo musicale svedese Katatonia, pubblicato l'8 dicembre 1997 dalla Avantgarde Music.

## Descrizione
La copertina del disco si rifà alla locandina del film Begotten di E. Elias Merhige.
Il 7 ottobre 2013 la Peaceville Records ha ripubblicato l'EP in formato 10" con l'inclusione della bonus track Untrue.

## Tracce
Testi di Jonas Renkse, musiche dei Katatonia.
1. Nowhere – 6:08
2. At Last – 6:14 (testo: Blackheim)
3. Inside the Fall – 6:20

Traccia bonus nell'edizione 10"
1. Untrue – 2:34

## Formazione
Gruppo
- Blackheim – chitarra
- Fred Norrman – chitarra, basso
- Jonas Renkse – batteria

Altri musicisti
- Mikael Åkerfeldt – voce

Produzione
- Katatonia – produzione
- Tomas Skogsberg – missaggio